# Feng Xiaogang
Feng Xiaogang (xinès: 冯小刚) (Pequín 1958 -) actor, guionista i director de cinema xinès. Considerat com un director de cinema comercial que sap satisfer els gustos del gran públic, tant en el gènere dramàtic com en el registre de comèdies, amb una connexió entre el cinema comercial i el cinema d'autor.

## Biografia
Feng Xiaogang va néixer a Pequín (Xina) el 18 de març de 1958. El seu pare era professor d'escola i la seva mare infermera. Va iniciar els estudis a l'Acadèmia de Cinema de Pequín on va coincidir amb alumnes que més tard formarien part de la nomenada Cinquena Generació (1978). La Revolució Cultural va impedir que seguis estudiant i es va enrolar a l'exercit, on es va incorporar com a director artístic d'una companyia de teatre.
Al final de la Revolució Cultural, es va incorporar a una empresa constructora per ocupar-se d’espectacles oferts als treballadors i, després, el 1985 va esdevenir director artístic al Beijing Television Arts Center (北京 电视 艺术 中心) on va adquirir experiència en produccions televisives.
Durant els anys 90 va treballar com a guionista pel director Xia Gangi; va coescriure, amb Zheng Xiaolong, la segona pel·lícula dirigida per Xia, "Inesperada passió" (遭遇 激情), que va guanyar quatre "Jinji Jiang", inclòs el millor guió. Amb Wang Shuo i Ma Weidou, va coescriure el guió d’una sèrie de televisió de 25 capítols, " 编辑部 的 故事" (At the Editorial Office) dirigida per Zhao Baogang a partir de guions de Wang Shuo.
El 1993 va escriure i codirigir amb Zheng Xiaolong una sèrie per TV Beijing, “A Native of Beijing in New York” (北京人 在 纽约), protagonitzada per Jiang Wen. que va ser un dels èxits més importants de la televisió xinesa.
El 1994 va signar la seva primera pel·lícula fora de la televisió, per a la qual va escriure el guió on també va fer de director artístic: "Gone Forever With My Love" (永 失 我 爱), un drama ple d'humor, adaptació de dos contes de Wang Shuo.
A partir de 1997 va estrenar quasi un film per any amb la fórmula “hè suì piànr 贺岁片 儿”, (que es pot traduir com la “pel·lícula de l’any nou”), data molt significativa per les famílies xineses.
Amb Wang Shuo va crear la productora “Good Dream TV and Film”, però l'any 1997, les seves crítiques cada vegada més directes a la situació política i sociocultural el situen gradualment en una posició tensa davant les autoritats i la censura va obligar a tanca la productora. Superada aquesta etapa, a finals de 1997 va obtenir el seu primer gran èxit amb "Dream Factory" (甲方 乙方) que va representar l'inici del període "hè suì piànr amb pel·lícules com "Be There or Be Square" (不见 不散)(1998), "Sorry Baby" (没完没了) del 1999, i "A Sigh" (一声 叹息 (2000).
La pel·lícula 集结号 (Assembly) va obrir el Festival Internacional de Cinema de Busan del 2007 i va guanyar el Golder Rooster Awards (Jinji Jiang) de l'any 2009 a la millor pel·lícula i a la millor direcció.
El 2010 va dirigir The Aftershock (余震) basada en el Terratrèmol de Tangshan de 1976. Va ser la primera pel·lícula filmada en format IMAX a la Xina i protagonitzada entre altres per Zhang Zifeng, i va participar en l'Asian Film Festival Barcelona de l'any 2011.
El novembre de 2016 es va estrenar a les pantalles xineses la seva pel·lícula més original, la més subtil tant en el fons com en la forma: "I'm not Madame Bovary" (我 不是 潘金莲). Es tracta d’una sàtira de contes sobre la burocràcia i la mentalitat en general de la població, adaptada d’una novel·la de Liu Zhenyun del 2012. La pel·lícula va guanyar la Conquilla d’or al Festival Internacional de Cinema de Sant Sebastià de 2016, mentre que Fan Bingbing (范冰冰) va ser coronada com a millor actriu. També va guanyar premis al Millor Director al 21è Festival de Cinema de Toronto, l'Asian Film Awards de Hong Kong de l'any 2017 a la millor pel·lícula,i als Premis de Cinema Golden Horse de l'any 2016. Va ser inclosa en la Secció China by Cineasia del BCN Film Fest de 2022.
El 2018 amb Youth - Joventud (pel·lícula de 2017) va guanyar el Premi a la millor pel·lícula de l'Asian Film Awards de Hong Kong.

## Filmografia

### Com director
| Any  | Títol anglès                             | Títol xinès  |
| 1994 | Lost My Love ó Gone Forever With My Love | 永失我爱     |
| 1997 | The Dream Factory                        | 甲方乙方     |
| 1998 | Be There or Be Square                    | 不见不散     |
| 1999 | Sorry Baby                               | 没完没了     |
| 2000 | Sigh                                     | 一声叹息     |
| 2001 | Big Shot's Funeral                       | 大腕         |
| 2003 | Cell Phone                               | 手机         |
| 2004 | A World Without Thieves                  | 天下无贼     |
| 2005 | Ping Pong Mongol                         |              |
| 2006 | The Banquet                              | 夜宴         |
| 2007 | Assembly                                 | 集结号       |
| 2006 | Crazy Stone                              |              |
| 2008 | If You Are the One 1                     | 非诚勿扰     |
| 2010 | Aftershock                               | 唐山大地震   |
| 2010 | If You Are the One 2                     | 非诚勿扰2    |
| 2012 | Back to 1942                             | 一九四二     |
| 2013 | Personal Tailor                          | 私人订制     |
| 2016 | I Am Not Madame Bovary                   | 我不是潘金莲 |
| 2017 | Youth                                    | 芳华         |

### Com actor
| Any  | Títol anglès                                | Títol anglès                                | Títol xinès               |
| 1994 | In the Heat of the Sun                      | In the Heat of the Sun                      | 阳光灿烂的日子            |
| 1997 | The Dream Factory                           | The Dream Factory                           | 甲方乙方                  |
| 2000 | Father                                      | Father                                      | 冤家父子                  |
| 2001 | The Marriage Certificate                    | The Marriage Certificate                    | 谁说我不在乎              |
| 2002 | Cala, My Dog!                               | Cala, My Dog!                               | 卡拉是条狗                |
| 2004 | Kung Fu Hustle                              | Kung Fu Hustle                              | 功夫                      |
| 2005 | Wait 'Til You're Older (Tung mung kei yuen) | Wait 'Til You're Older (Tung mung kei yuen) | 童梦奇缘                  |
| 2007 | Trivial Matters                             | Trivial Matters                             | 破事儿                    |
| 2009 | The Founding of a Republic                  | The Founding of a Republic                  | 建国大业                  |
| 2010 | True Legend                                 | True Legend                                 | 苏乞儿                    |
| 2010 | Let the Bullets Fly                         | Let the Bullets Fly                         | 让子弹飞                  |
| 2012 | The Monkey King: Uproar in Heaven           | The Monkey King: Uproar in Heaven           | 大闹天宫                  |
| 2015 | Mr. Six                                     | 老炮儿                                      | 老炮儿                    |
| 2016 | Rock Dog                                    | Rock Dog                                    | 摇滚藏獒                  |
| 2018 | Ash Is Purest White                         |                                             | 江湖儿女 (Jiang hu er nü) |